# Барабошкин, Виктор Иванович
Виктор Иванович Барабошкин (8 мая 1924 года, Завидово, Клинский уезд — 1 июня 1975, там же) — разработчик гранатомётных комплексов, лауреат Ленинской премии (1964).

## Биография
Родился 8 мая 1924 года в селе Завидово (ныне — в Конаковском районе Тверской области). Отец — Иван Барабошкин, мать — Евдокия Сеньшина. В записи о рождении стоит фамилия матери.
С февраля 1942 г. служил в армии (призван из г. Калинин), воевал командиром орудия 617-го полка 46-й зенитной дивизии РГК (Калининский фронт). 18 сентября 1943 года был тяжело ранен, в последующем потерял ногу.
После демобилизации (февраль 1944) и окончания института работал в КБ «Базальт» (ГСКБ-47, г. Красноармейск).
Один из создателей (вместе с Петром Петровичем Топчаном и Валентином Константиновичем Фирулиным) гранатомётного комплекса РПГ-7. Участвовал в создании станкового противотанкового гранатомёта СПГ-9 (принят на вооружение в 1962 году).
С 1967 г. ведущий конструктор (вместе с И. Е. Рогозиным) реактивной противотанковой гранаты РПГ-18 «Муха», которая принята на вооружение в 1973 году и выпускалась до 1993 года.
Умер 1 июня 1975 года, похоронен на Красноармейском городском кладбище в городе Красноармейске.

## Награды
- Орден Славы III степени (6.11.1947)[3]
- Ленинская премия (1964)